# 5795 Roshchina
Az 5795 Roshchina (ideiglenes jelöléssel 1978 SH1) a Naprendszer kisbolygóövében található aszteroida. Ljudmila Ivanovna Csernih fedezte fel 1978. szeptember 27-én.